# Table dance

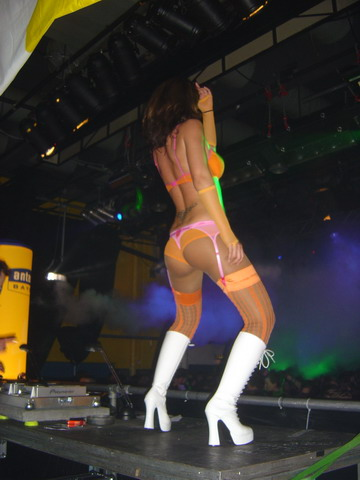
Table dance dans un night club.

La table dance (ou bartop dancing), est généralement une danse érotique réalisée à la table (ou sur) d'un établissement, par opposition à celle pratiquée sur scène. Dans certains pays, une table dance peut être une alternative à la lap dance, en raison de lois interdisant les danseuses exotiques de prendre contact avec les clients.